# ريتين
ريتين، (بالإنجليزية: Ritten)‏، (إيطالية: Renon ،reˈnon)، هي بلدية في جنوب تيرول، في شمال إيطاليا.

## السكان
في سنة 1871 بلغ عدد السكان  نسمة، وتطور العدد ليصل في سنة 2011 لـ 7٬642 نسمة.
يظهر هذا المخطط البياني تطور النمو السكاني لـ ريتين

## توأمة
لريتين اتفاقيات توأمة مع:
- كيرشهايمبولاندن